# Акт Дауэса
Акт Дауэса (или акт Доза) (англ. The Dawes Act of 1887) — закон США, принятый Конгрессом в 1887 году, постановляющий зарегистрировать земли индейских племён и разделить их на индивидуальные участки. Индейцы, которые согласятся проживать отдельно от племени на зарегистрированном участке, могли получить гражданство США. Поправки в акт Дауэса были внесены в 1891 году, в 1898 году актом Кёртиса и в 1906 году актом Бёрка.
Акт был назван в честь его составителя сенатора Генри Лоуренса Дауэса (Доза) из Массачусетса. Основной целью закона было улучшение условий жизни коренных американцев, их ассимиляция. В этом случае осуществление индивидуализации хозяйств казалось важным шагом. Акт также позволил государству занимать оставшиеся после распределения земли и продавать их не коренным американцам.

## Индейская проблема
В 1850-х годах федеральное правительство Соединенных Штатов пыталось расширить свой контроль над коренными американцами. Увеличивалось количество европейских поселенцев на восточной границе мест поселения коренных американских племён и конфликтов между коренными жителями и переселенцами. Доступное решение проблемы было предложено Уильямом Медиллом, председателем по вопросам коренного населения. Он предложил создать «колонии» или «резервации». Они создавались бы исключительно для коренных жителей, на основе оригинальных поселений на востоке. Правительство США предлагало переместить поселения индейцев за реку Миссисипи, что позволило бы прекратить конфликты и позволить новым поселенцам получить новые территории.
Новая политика была призвана сосредоточить индейцев в районах, вдали от посягательства поселенцев, но это вызвало значительные страдания и гибель многих людей. В девятнадцатом веке, индейские племена сопротивлялись введению системы резерваций и ввязывались в так называемые индейские войны с армией Соединенных Штатов на Западе на протяжении десятилетий. В конце концов, после поражений в войнах с американскими военными силами и продолжающейся волны посягательства поселенцев, племена договорились заключить соглашение по переселению в резервации. Коренные американцы оказались на территории общей сложностью более 155 миллионов акров (630 000 км²) земель от засушливых пустынь до сельскохозяйственных угодий.
Система резерваций, хотя и не идеальный образ жизни, который местные жители желали для себя, являлась единственной, которая наделяла каждое племя значительной степенью свободы. Каждое племя имело права на новые земли племени, защиту на своей территории и право на самоуправление, с правом сената вмешиваться только путём проведения переговоров, они по-прежнему могли жить по традициям отдельных общин.
Традиционные племенные организации, а также определяющие характеристики коренных американцев, как социальной единицы, стали очевидными для неместных общин Соединённых Штатов и порождали смешанные эмоции. Племя рассматривалось как очень сплочённая группа, во главе с наследственно избираемым вождём, который осуществлял власть и пользовался влиянием среди членов племени за счёт использования традиций поколений.
Рассматриваемое как сильное сплочённое общество, во главе с властным вождём, которое выступает против любых изменений, ослабляющих позиции племени, многие белые американцы опасались индейских племён и искали немедленного реформирования. Их отказ от «евро-американского» образа жизни, бывшего тогда социальной нормой в Соединённых Штатах, рассматривался белыми поселенцами как неприемлемый и нецивилизованный, и к концу 1880-х годов, у поселенцев сформировалось чёткое общее мнение о привычках индейцев.
Правительство, военные, чиновники, лидеры Конгресса и христианские реформаторы сформировали убеждение, что ассимиляция коренных американцев в белую американскую культуру стала главным приоритетом, и настало время, чтобы оставить свои племенные землевладения, резервации, традиции и в самое главное свою индейскую идентичность. Всё, что было необходимо — избавиться навсегда от «индейской проблемы», чтобы освободить себя от своих бедных, нецивилизованных соседей и заменить их независимой американизированной христианской сельскохозяйственной общиной, так, 8 февраля 1887 года, Закон Дауэса о Выделении был подписан президентом Гровером Кливлендом.
Ответственный за начало разделения пока свободных американских территорий, Закон Дауэса был создан реформаторами в надежде достичь по крайней мере шесть достижений:
1. разрушение индейских племён как социальной единицы,
2. поощрение индивидуальной инициативы,
3. продвижение прогресса фермерства коренных жителей,
4. уменьшение затрат по управлению коренным населением,
5. закрепление части резерваций, как индейских земель, и, основное,
6. получить оставшуюся часть земли в руки белых поселенцев с целью получения прибыли.

Закон обязал и вынудил индейцев поддаться их неизбежной судьбе — пережить тяжёлые испытания и стать «Евро-американизированными», так как правительство выделило их резервации без их согласия. Коренные американцы проповедовали особенную идеологию, для них земля, это то единственное, что они ценят и заботятся, ибо земля даёт им все, чем они пользуются и что поддерживает их жизнь. Земля — воплощение их существования, самобытности и среды в которой они существуют. В противоположность их белым соседям, они не рассматривали свои земли с экономической точки зрения. Однако считалось, что для обеспечения выживания аборигенов им придётся подчиниться, чтобы осознать убеждения поселенцев и сдаться силам прогресса. Они должны были принять ценности доминирующего общества и увидеть землю, как недвижимость, которую можно купить и развивать. Они должны были узнать, как использовать свою землю эффективно, чтобы стать процветающими фермерами. Становясь гражданами страны, они будут отказываться от нецивилизованных путей развития и идеологии, и обменивать их на те, которые позволят им стать трудолюбивыми самодостаточными гражданами, и, наконец, избавить себя от «необходимости» государственного надзора.

## Положения закона Дауэса
Важными положениями акта Дауэса были:
1. глава семьи получит грант в размере 160 акров (0,65 км²), одинокий человек или сироты в возрасте до 18 лет получат грант в размере 80 акров (320000 м2), а также лица в возрасте до 18 лет получат 40 акров (160000 м2) каждый
2. Выделения будут размещены в доверительном фонде правительства США в течение 25 лет
3. У подходящих по критериям индейцев было четыре года, чтобы выбрать свою землю, после чего выбор будет сделан для них министром внутренних дел.

Каждый член группы или племени, получивший землеотвод, подчиняется законам государства или территории, на которой он проживают. Каждый индеец, который получает земельный надел «и принял привычки цивилизованной жизни» (жил отдельно от племени) получает гражданство Соединённых Штатов «никак не ослабляя или влияя иначе на права любого индейского племени или иного имущества».
Министр внутренних дел может издавать правила для обеспечения равномерного распределения воды для орошения среди племён, и при условии, что «никакое другое присвоение или предоставление воды любым прибрежным собственником не должно произойти без разрешения или лицензирования от любого другого прибрежного собственника».
Закон Дауэса не распространяется на территории: Чероки, Крикс, Чокто, Чикасавы, Семинолов, Майами и Пеориа индейской территории, Осаг, Саксы и Фоксы, на территории Оклахомы любые резервации Нации Сенека в Нью-Йорке, полосы территории в штате Небраска прилегающих к Нации Сиу.
Актом 1889 года Положение было расширено на племена Веа, Пеория, Каскаския, Пианкешо и Западный Майами. Выделение земель этих племён впоследствии будет предусмотрено законом 1891 года, который усилил положения закона Дауэса.

## Поправки к закону Дауэса 1891
В 1891 году к закону Дауэса были внесены поправки:
- Разрешено пропорциональное распределение земель при нехватке земли для каждого получателя в оригинальном количестве,
- Когда земля подходит только для выпаса скота, такие земельные участки будут выделены в двойном количестве
- Установлены критерии для наследования
- Не относится к Чероки Аутлет

## Положения закона Бёрка
Законом Бёрка внесены изменения в разделы закона Дауэса по вопросам гражданства США (раздел 6), а также механизм выдачи земельных наделов. Министр внутренних дел может заставить индейского землевладельца принять владение на землю. Гражданство США теперь предоставляется безусловно, при получении землеотводов (не нужно выходить из резервации, чтобы получить гражданство). Земля, отведённая индейцу и выведенная из доверительного фонда, подлежит налогообложению.
Закон Бёрка не распространялся на индейцев внутри индейской территории.

## Эффект
Закон Дауэса оказал негативное влияние на американских индейцев, так как он покончил с общественным владением недвижимым имуществом, которое обеспечивало каждого жильём и местом в племени. За ним последовали закон Кёртиса 1898 года, который распускает племенные суды и правительства. Закон «стал кульминацией американской попытки уничтожить племена и их правительства и открыть индейские земли для пришлых поселенцев и прокладки железных дорог». Площади земель, принадлежащих индейцам, сократились с 138 миллионов акров (560 000 км²) в 1887 до 48 миллионов акров (190 000 км²) в 1934 году.
Сенатор Генри М. Теллер, от штата Колорадо, был одним из самых ярых противников выделения. В 1881 году он сказал, что выделение это политика созданная, «чтобы ограбить индейцев на их земли и сделать их бродягами на земле». Теллер также сказал, что истинной целью [выделения] было, «получить индейские земли и открыть их для поселений. Положения об очевидной выгоде индейцев, это предлог, чтобы захватить земли и занять их … Если бы это было сделано во имя жадности, это было бы плохо, но делать это во имя человечества … бесконечно хуже».
Количество земли в руках коренных жителей быстро сократилось с около 150 миллионов акров (610 000 км²) до всего 78 миллионов акров (320 000 км²) за 1900 год, а остальные земли когда-то выделенные определённым индейцам были признаны излишними и проданы поселенцам, железным дорогам и другим крупным корпорациям, также части земель были преобразованы в федеральные парки и военные лагеря. Забота по обеспечению прав коренных землевладельцев быстро сменилась удовлетворением спроса белых поселенцев на крупные участки земли. Разделив земли резерваций на частные участки, законодатели надеялись завершить процесс ассимиляции, уничтожая коммунальный образ жизни коренных общин и навязывая прозападную идеологию укрепления семьи как ячейки общества и ценностей, экономической зависимости строго в рамках небольшого домовладения.
Земель, предоставленных для большинства индейцев, было недостаточно для экономической жизнедеятельности и деление земли между наследниками по смерти владельцев участка повлекло дробления земельных участков. Большинство выделенной земли, которая могла быть продана только после истечения установленного законом срока в 25 лет, было в итоге продано некоренным покупателям по бросовым ценам. Кроме того, земля считавшаяся «излишком» — свыше того, что было необходимо для выделения, была открыта на продажу для белых поселенцев, хотя прибыль от продажи этих земель часто инвестировалась в программы, подразумевавшиеся для оказания помощи американским индейцам. Коренные американцы потеряли более 47 лет жизни под этим законом, около 90 миллионов акров (360,000 км²) земли по договору, или примерно две трети из земельной базы 1887 года. Около 90,000 американских индейцев стали безземельными.
В 1906 году закон Бёрка (также известный как акт вынужденного патентования) внёс дополнительные изменения позволяющие дать министру внутренних дел право классифицировать хозяина земельного надела «компетентным и способным». Критерии для этого определения являлись неясными, но означали, что земли коренного индейца классифицированного министром внутренних дел «компетентным» будут выведены из доверительного фонда, и станут подлежащими налогообложению, и могут быть проданы хозяином. Выделенные земли индейцев, признанные министром внутренних дел недееспособными, автоматически переходили в аренду федерального правительства.
В законе говорится:

… Министр внутренних дел может, по своему усмотрению, и он таким образом уполномочен, всякий раз, когда он должен быть удовлетворен тем, что любой индейский землевладелец является компетентным и способным управлять своим делам, в любое время такой землевладелец имеет право оплатить патентный сбор, а затем все ограничения на продажу, обременение или налогообложения указанных земель должны быть удалены.
Использование категоризации делает оценку более субъективной и тем самым увеличивает власть министра внутренних дел. Хотя этот акт дает право получателю решить, следует ли сохранить или продать землю, при условии суровых экономических реалий того времени, отсутствие доступа к кредитам и рынкам, ликвидации индейских земельных наделов были практически неизбежны. Внутреннему департаменту было известно, что практически 95 % от платы запатентованной земли в конечном итоге будет продано белым.

Политика Выделения обеднила ресурсы земель, уничтожив охоту как средство к существованию. В соответствии с викторианскими идеалами, мужчины вынуждены были работать в поле, чтобы взять на себя то, что традиционно было ролью женщины, и женщины были отнесены к внутренней сфере. Этот закон ввёл патрилинейные семейные бытовые отношения во многих исконно матрилинейных общинах. Гендерные роли и отношения быстро изменились с новой политикой, так как общинная жизнь формировала общественный порядок коренных общин. Женщины больше не являлись хранительницами земли, и они уже не ценились в общественно-политической сфере. Даже в доме, женщина теперь стала зависеть от мужа. До Выделения женщины разводились легко и имели важное политическое и социальное положение, так как они, как правило, находились в центре родственной сети. Чтобы получить полный 160 акров (0,65 км²), женщины должны были быть официально замужем.
В 1926 году министр внутренних дел Хуберт Ворк заказал исследование о федеральной администрации индейской политики и о состоянии индейского народа. Завершённый в 1936 году, доклад Проблема Индейской Администрации — широко известный как доклад директора Мериам, названный по имени исследователя Льюис Мериам — задокументировал мошенничество и незаконное присвоение государственных средств. В частности, доклад Мериам обнаружил, что Общий Закон Выделений был использован незаконно, чтобы лишить индейцев их права на землю. После обстоятельного обсуждения, Конгресс прекратил выделение земель по закону Дауэса путём принятия закона о реорганизации индейцев 1934 года («закон Уилера — Ховарда»). Тем не менее, процесс выделения на Аляске по отдельному закону Аляски о выделении продолжался до его отмены в 1993 году через закон Аляски об урегулировании претензий коренных жителей.
Несмотря на прекращение процесса выделения в 1934 году, эффекты общего закона о выделении продолжаются в настоящее время. Например, одним из положений закона было создание целевого фонда, находящегося в ведении Бюро по делам индейцев. Этот фонд был создан для сбора и распределения доходов от добываемых нефти, минеральных, лесных ресурсов и аренды пастбищных земель на индейских землях. Бюро по делам индейцев подозревалось в неправильном управлении целевым фондом, в результате судебных разбирательств, в частности, в деле Кобэл против Кемпторн (иск удовлетворён в 2009 году на сумму $ 3,4 млрд.), чтобы заставить проводить надлежащий учёт доходов.